# Kareem Campbell
Kareem Campbell (Harlem, Nova York, 14 de novembro de 1973) é um skatista profissional estadunidense. Campbell começou a andar de skate quando ele tinha 16 anos em Venice Beach. Ele teve seu primeiro promodel em 1992 quando tinha 19 anos pela Blue Skateboards com seus companheiros skatistas profissionais Jason Lee e Chris "Dune" Pastras. Após a Blue ter fechado Campbell foi para a World Industries, tendo sua primeira grande parte no vídeo New World Order, em 1993.

## Carreira
Ele continuou na equipe da World até que ele fundou a Menace Skateboards. A Menace skateboards foi forçada a mudar de nome devido a um conflito jurídico com uma marca de jeans também chamada Menace. A equipe era então conhecida como All Skateboards City. Então, devido a uma outra marca e conflitos legais com Russell Simmons, chegaram a um acordo onde Campbell ainda poderia usar o nome, mas seria licenciado para Russell Simmons e seu acordo de licença com a Champs, e então ele começou City Stars que ainda possui e é patrocinado por ela . Além disso, ele fundou a Axion linha de tênis que arrecadou quase US $ 48 milhões em vendas em três anos. Em 1994, Campbell foi o vencedor no primeiro ano de estreia do Slam City Jam, realizado em Vancouver, BC. Em 1999, Campbell começou a sua primeira de uma série de aparições como o único skatista afro americano de uns dos videogames mais vendidos de todo o mundo, Tony Hawk's Pro Skater, estando no jogo desde de sua estreia até quinto volume da série, Tony Hawk's Underground. Campbell teve participações especiais em vídeosclipes de artistas como N.E.R.D, Fantasia, 2 Mex, Wu-Tang Clan, SWV e Mase. Ele teve uma participação especial no filme da Warner Brothers 2003 "Grind", o filme também estrelado por Bam Margera, Tony Hawk, Adam Brody, Mike Vogel, juntamente com vários outros skatistas.E é um dos skatistas mais importantes do cenário do skate mundial dos anos 90.